# Loft (Nederlandse film)
Loft is een Nederlandse thriller die werd geregisseerd door Antoinette Beumer. De opnames startten halverwege 2010 en de film is in december dat jaar uitgekomen. Loft is een remake van de Belgische Loft.

## Verhaal
Vijf getrouwde mannen uit een decadent milieu delen in het grootste geheim een loft aan de noordkant van het IJ, waar ze stijlvol en in alle rust hun minnaressen en nieuwste veroveringen ontvangen. Het idee is van Matthias (Barry Atsma), een zelfverzekerde architect die ondanks een prima huwelijk met Nathalie (Kim van Kooten) regelmatig vreemdgaat. Als architect van het complex deelt hij de vijf sleutels uit van de leegstaande loft.
De loft lijkt een prima regeling, tot ze op een winterochtend het lijk aantreffen van een jonge vrouw. Alle vijf de mannen beweren niet te weten wie de vrouw is, waar ze vandaan komt en hoe ze terecht is gekomen in een loft waarvan alleen zij de sleutel bezitten. Kopieën van de sleutel kunnen alleen gemaakt worden met een code die enkel Matthias in bezit heeft. De mannen bespreken of ze de politie zullen waarschuwen. Verdeelde meningen over hoe de situatie opgelost moet worden, en het aanwijzen van een schuldige, heeft als resultaat dat de emoties hoog oplopen. Het lijk blijkt de vrouw Sarah (Sallie Harmsen) te zijn met wie Matthias een fysieke relatie had. De vorige dag heeft hij het in de loft uitgemaakt en haar daar levend, maar ernstig ongelukkig achtergelaten.
Een van de andere vier, Rob (Gijs Naber), de sullige rechterhand van Matthias, heeft steeds video-opnamen gemaakt van de avonturen. Hieruit blijkt dat Matthias al zijn vrienden heeft gebruikt om hun dierbaren in bed te krijgen: hij nam de maagdelijkheid van de pas 18-jarige zus Linda (Charlie Chan Dagelet) van Tom (Chico Kenzari), een van de vijf mannen wier overbeschermend gedrag, gepaard met een verslaving aan cocaïne, vaak escaleerde tot fysiek geweld. Dit heeft al eerder geleid tot een grote minachting van de machtige vader van zijn echtgenote Kimmy (Carolien Karthaus), en een verkrachting van een prostituee.
Hiernaast liet Matthias zich oraal bevredigen door Annette, de echtgenote (Lies Visschedijk) van Willem (Jeroen van Koningsbrugge). Zij wilde wraak nemen op Willem, nadat ze door een scharrel uit Düsseldorf op de hoogte werd gesteld over haar mans ontrouw. Haar ontmoeting met Matthias was ingegeven door Willem zelf, die hoopte dat zijn beste vriend Annette kon overtuigen om haar man niet te verlaten.
Bovendien won Matthias het hart van Ann Marai (Anna Drijver), de minnares van de gerespecteerde psycholoog Bart (Fedja van Huêt) met een duister verleden. Bart raakt tot over zijn oren verliefd op de vrouw en geeft haar zelfs de sleutel van de loft om zijn trouw te bewijzen, iets waar hij later over liegt tegen zijn vrienden. Ann houdt echter van 'een ander' (dit blijkt Matthias te zijn) en geeft zelfs toe dat ze aanvankelijk is betaald om seks met hem te hebben.
Rob overtuigt zijn vrienden om Matthias te gebruiken door de ontmaskering van de loft en de connectie met de overleden vrouw volledig in zijn schoenen te schuiven. Tom had eerder die ochtend zelfs haar polsen doorgesneden om haar dood zo veel mogelijk op een zelfmoord te laten lijken. Het hele gesprek blijkt in scène te zijn gezet door de vier mannen (die al eerder die dag op de hoogte werden gesteld van het lijk) om het plan zo waterdicht mogelijk te houden. Matthias wordt gedrogeerd, in bed gelegd met Sarah en achtergelaten om door de politie aangetroffen te worden.
Nadat de politie vaststelt dat Sarah is vermoord, is Matthias - mede door valse getuigenissen van zijn vier vrienden - de hoofdverdachte. Bart voelt zich schuldig en gaat op zoek naar Sarahs afscheidsbrief om de volledige waarheid aan de politie te zeggen. Als deze brief spoorloos lijkt te zijn verdwenen, keert hij zich tot Rob. Rob geeft toe dat hij stiekem verliefd was op Sarah, maar dat zij hem na een feest in het Muziekgebouw aan 't IJ had afgewezen. Niet veel later zag hij hoe Matthias een einde maakte aan de affaire in de loft. Na zijn vertrek, gaf Rob Sarah uit wraak een dodelijke dosis insuline. De, door Tom later doorgesneden polsen, zouden haar echter fataal zijn geworden volgens het rapport van de lijkschouwing.
Rob, die zich realiseert dat hij is ontmaskerd, maakt een einde aan zijn leven door van het balkon uit de loft te springen. Eén jaar later neemt Ann opnieuw contact op met Bart en ze beweert dat ze haar leven heeft gebeterd. Ten slotte wordt verteld dat Matthias na zijn scheiding alleen nog de loft heeft en Willem en Annette weer bij elkaar zijn, terwijl Tom wacht op zijn proces.

## Rolverdeling
Hoofdrollen
- Barry Atsma: Matthias Stevens
- Fedja van Huêt: Bart Fenneker
- Jeroen van Koningsbrugge: Willem van Eijk
- Gijs Naber: Robert Hartman
- Chico Kenzari: Tom Fenneker
- Anna Drijver: Ann Marai
- Sallie Harmsen: Sarah Lunter
- Katja Herbers: Marjolein Hartman
- Kim van Kooten: Nathalie Stevens
- Hadewych Minis: Eva Fenneker
- Lies Visschedijk: Annette van Eijk
- Carolien Karthaus: Kimmy Fenneker - de Nijs
- Charlie Chan Dagelet: Linda Fenneker

Bijrollen
- Raymond Thiry: mannelijke ondervrager
- Renée Fokker: vrouwelijke ondervrager
- Tom Jansen: Anton de Nijs
- Rik Launspach: Wethouder Roijers
- Esmée van Kampen: Anja

## Achtergrond
De Nederlandse remake wordt geregisseerd door Antoinette Beumer, met onder meer Barry Atsma, Chico Kenzari, Fedja van Huêt, Katja Herbers, Jeroen van Koningsbrugge, Gijs Naber en Kim van Kooten. Het originele scenario werd geschreven door Bart De Pauw en schrijfster Saskia Noort verzorgde de Nederlandse adaptatie. Beumer werkte ook mee aan de verhaalvertelling: ze trachtte te voorkomen om eendimensionale karakters neer te zetten en wilde niet alleen de geloofwaardigheid van de vriendschap van de mannen ondanks de spannende situatie accentueren, maar zelfs als uitgang van de film nemen. In een interview sprak Beumer over het verschil tussen de Belgische en Nederlandse Loft:

Als je gaat vergelijken zijn er meer overeenkomsten dan verschillen omdat ik het scenario volg. Maar het is op een ander niveau anders omdat ik een ander regisseur ben dan Erik, en ik mijn accenten op andere dingen leg. Bijvoorbeeld de vrouwen, die moesten allemaal leuk zijn. En de mannen moesten goede huwelijken hebben omdat wanneer zij het thuis leuk hebben, ze meer te verliezen hebben. Dus dat was één visie van mij die anders was. Als mensen beide films naast elkaar in een videorecorder zouden stoppen, ziet men ook dat er vijf mannen in een loft staan bij een dode vrouw. Maar kleine dingen zijn anders waardoor deze film op zichzelf staat.

Carolien Karthaus kreeg de rol van Kimmy als gevolg van een auditie die haar werd gegund na een aanmelding bij verscheidene castingbureaus aan het einde van haar toneelopleiding.
Hadewych Minis speelde in Loft geen hoofdrol maar een bijrol en besprak dit in een interview met optimisme: "Het zijn allebei niet zulke grote rollen, maar het is luxe en geluk dat ik dit kan combineren met mijn theater- en tv-werk."
De opnames, die op 13 juli 2010 van start gingen, werden na een kleine twee weken stilgelegd, nadat de regisseuse met haar cameraman Danny Elsen van een stelling was gevallen in een studio in Brussel. Antoinette Beumer hield er twee gebroken armen en een gebroken kaak aan over. De cameraman zat met een verbrijzelde hiel en moest de productie verder opvolgen vanuit zijn rolstoel.
Volgens berichtmelding op 30 juli 2010 werd Erik Van Looy opgeroepen om de scènes te draaien met hoofdacteur Chico Kenzari, die nadien op een andere filmproductie moest starten. De opnames zouden nadien hervatten op 10 augustus 2010, al dan niet met Van Looy of Beumer achter de camera.

## Waardering
Loft werd in 2013 door de bezoekers van thrillersite Crimezone.nl verkozen tot Beste Nederlandse Misdaadfilm van het afgelopen decennium. Regisseur Antoinette Beumer en acteur Raymond Thiry namen op 7 februari 2013 de Crimezone Award of Honor in ontvangst.